# Handen
Handen – dzielnica gminy Haninge w regionie Sztokholm w Szwecji. Handen jest siedzibą władz gminy Haninge.

## Galeria

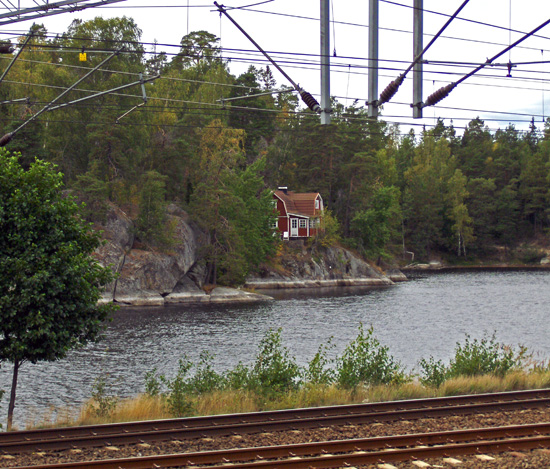
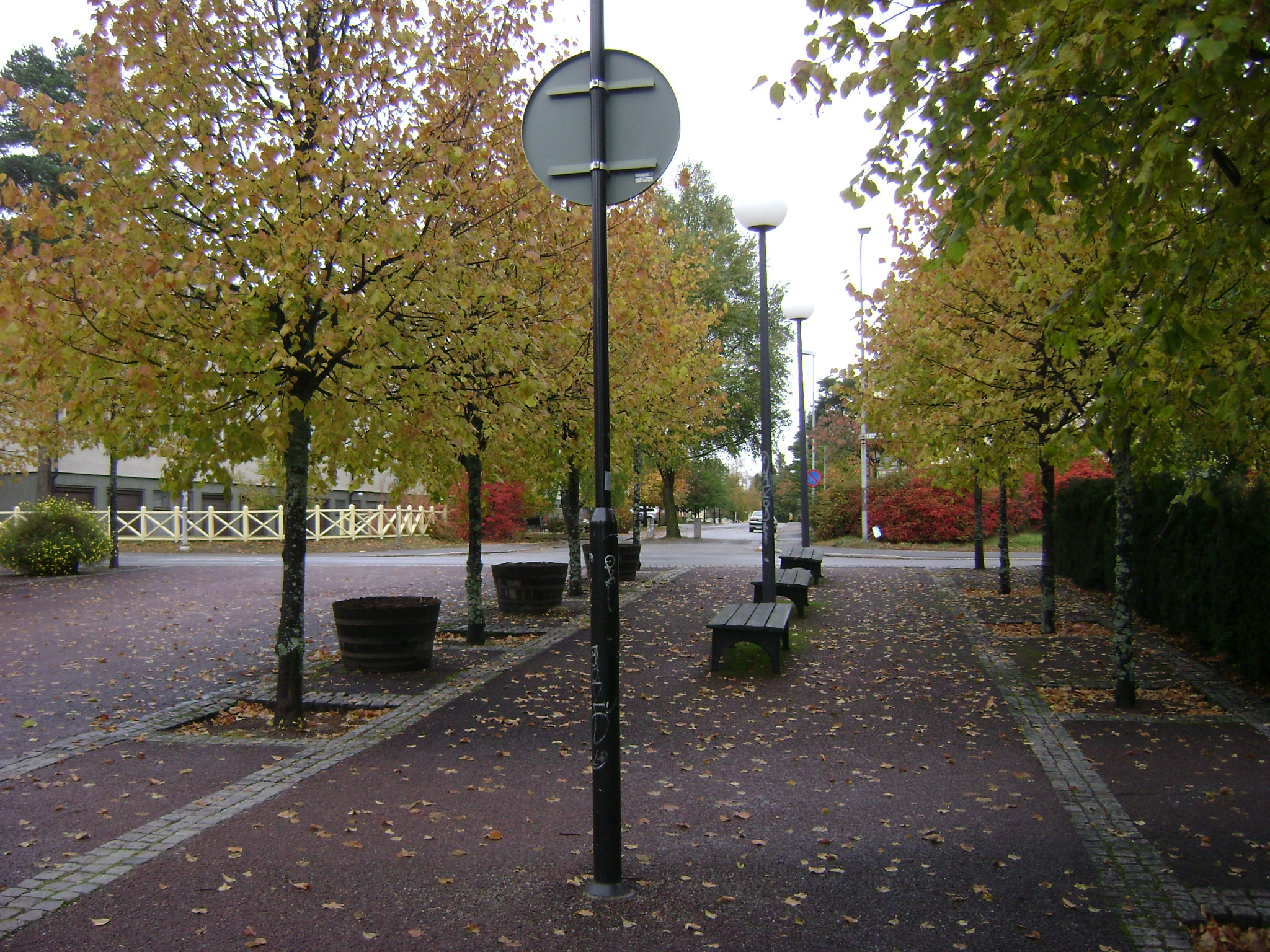
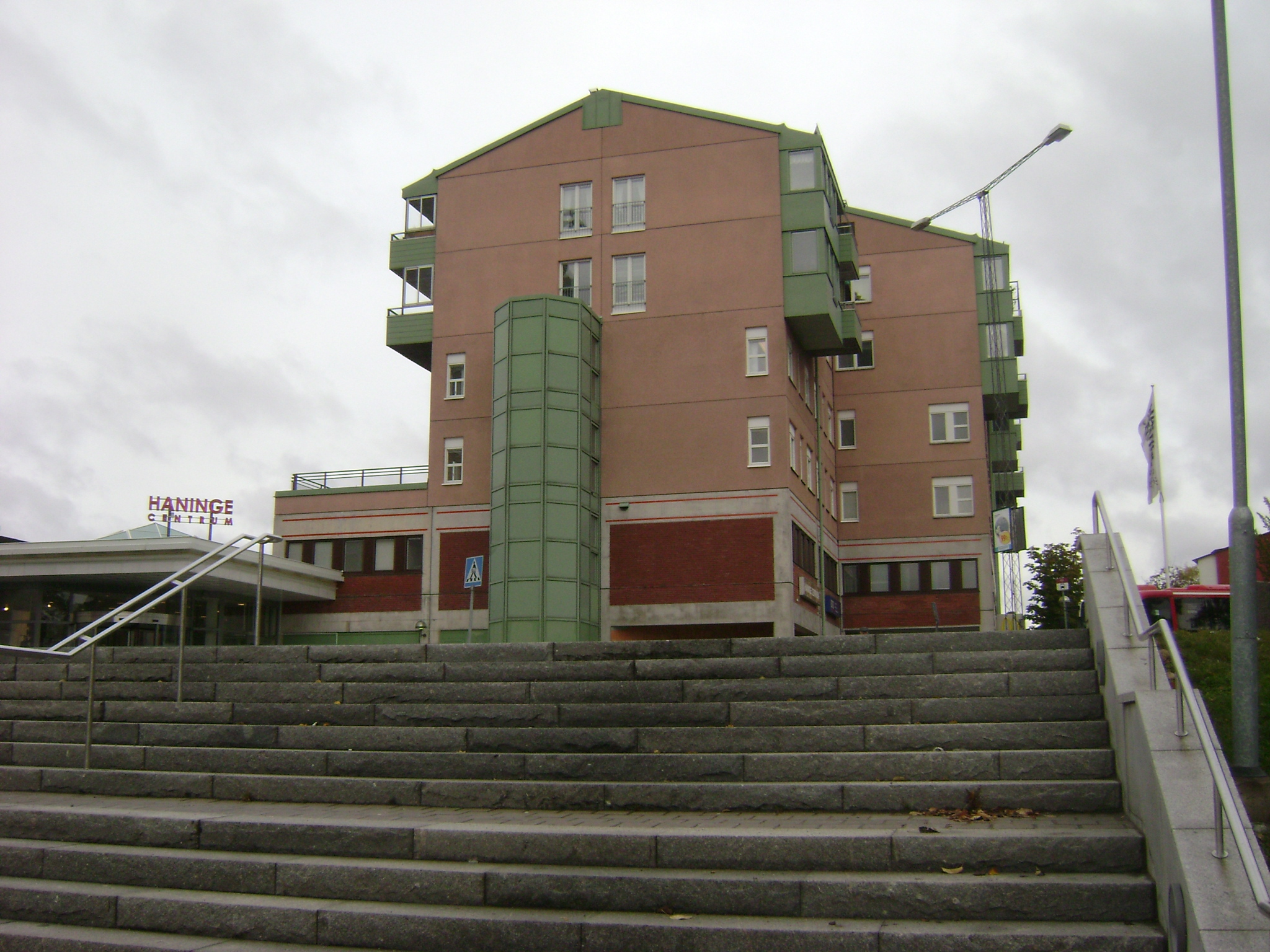